# دهه ۳۱۰ (میلادی)

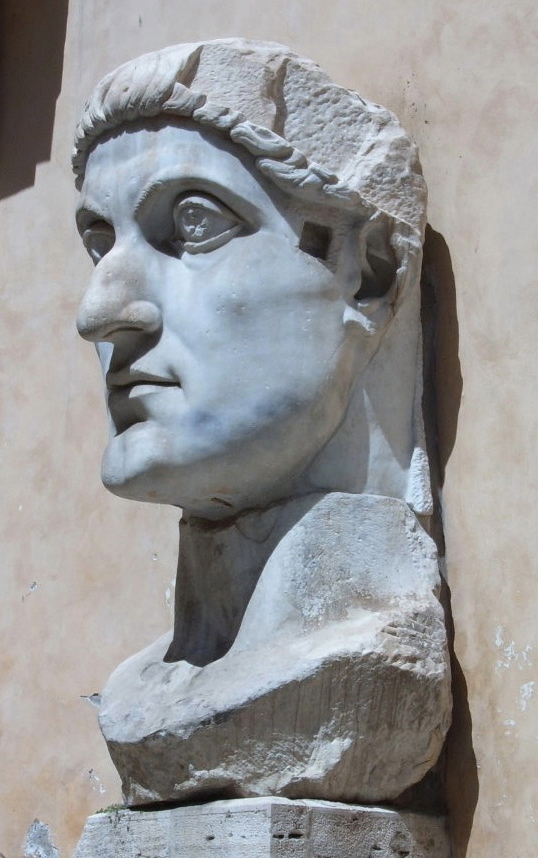
تندیس کنستانتین اول متعلق به این دهه

دهه ۳۱۰ (میلادی) دهه سی و یکم تقویم میلادی است.

## درگذشتگان
‎